# Wilhelm III. (Henneberg-Schleusingen)
Wilhelm III. von Henneberg-Schleusingen (* 12. März 1434; † 22. Mai 1480 in Salorno) war ein gefürsteter Graf aus dem Haus Henneberg. 

## Leben
Wilhelm war der Sohn Wilhelms II. von Henneberg und Katharinas von Hanau. Er regierte nach dem Jagdunfall seines Vaters von 1444 bis 1480 die Grafschaft Henneberg. Wilhelm III. war seit 1469 verheiratet mit der Herzogin Margarethe von Braunschweig-Wolfenbüttel (* 1451; † 13. Februar 1509), der Tochter des welfischen Fürsten Heinrich II.
Im Jahr 1452 befand sich Wilhelm von Henneberg anlässlich der Krönung von Friedrich III. zum Kaiser in Rom und wurde auf der Tiberbrücke vom Kaiser zum Ritter geschlagen.
1463/64 übertrug die Reichsstadt Schweinfurt Wilhelm das Amt des Reichsvogts und nahm ihn als Schirmherr an. Diese Vereinigung der Kompetenzen bot Schweinfurt einen gewissen Schutz vor den Ansprüchen des Bistums Würzburg.
Wilhelm förderte Wallfahrten, Kirchenbauten und Klostergründungen, wozu auch die Gründung des Ordens der Waffenbrüder (die auch St. Christophel genannte adelige Laienbruderschaft mit Sitz im Kloster Veßra) zählte. In Rom erhielt er 1452 die Erlaubnis des Papstes, einen tragbaren Altar auf seinen Reisen mitführen zu dürfen, und im Jahr 1476 fand seine Reise in das Heilige Land statt.

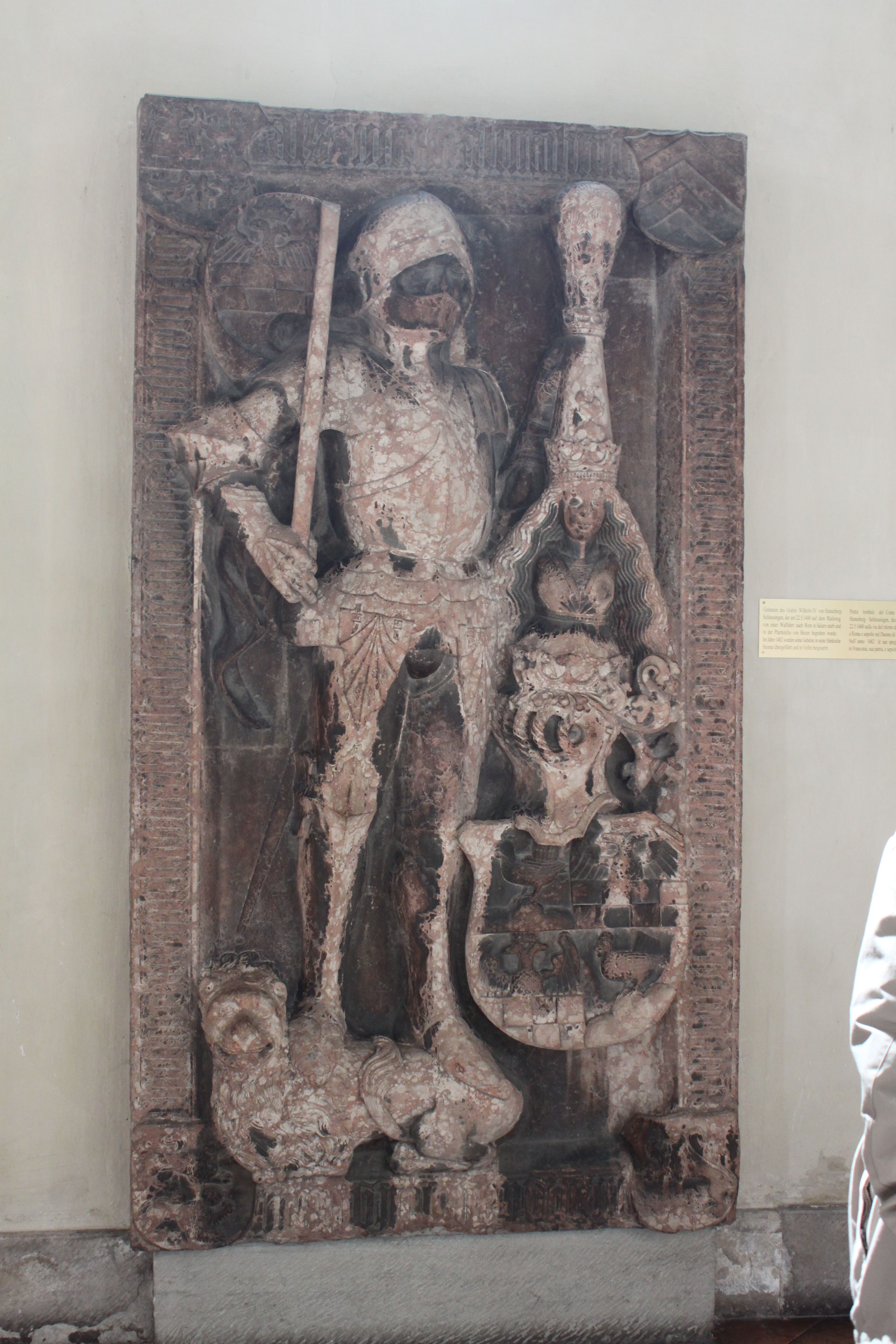
Grabplatte im Dom zu Bozen

Graf Wilhelm III. von Henneberg starb erkrankt 1480 in Salurn bei Bozen, als er sich auf dem Rückweg seines zweiten Rombesuchs befand. Im Dom zu Bozen befindet sich in der Nähe des Altars seine Grabplatte. Sein Leichnam wurde bis zu seiner durch seine Witwe veranlasste Überführung in die Grablege des Grafengeschlechtes im Kloster Veßra im Jahr 1482 hier beigesetzt. Das Bozener Epitaph wurde 1490 von dem Bildhauer Erasmus Forster in Gardolo bei Trient angefertigt und 1495/96 in der Kirche aufgestellt. 
Wilhelm III. hinterließ wie sein Vater nur unmündige Kinder, seiner Witwe gelang es jedoch, deren Erbfolge zu sichern. Vier seiner acht Kinder waren schon im Kindesalter gestorben. Erben waren seine Söhne Wolfgang von Henneberg (1470–1482), der beim Tod seines Vaters erst zehnjährige Nachfolger Wilhelms, für den zunächst seine Mutter Margarethe von Braunschweig regierte, und Wilhelm IV. von Henneberg.